# Velîka Salîha, Krasîliv
Velîka Salîha (în ucraineană Велика Салиха) este localitatea de reședință a comunei Velîka Salîha din raionul Krasîliv, regiunea Hmelnîțkîi, Ucraina.

## Demografie
Componența lingvistică a localității Velîka Salîha
     Ucraineană (99,68%)
     Alte limbi (0,32%)
Conform recensământului din 2001, majoritatea populației localității Velîka Salîha era vorbitoare de ucraineană (99,68%), existând în minoritate și vorbitori de alte limbi.